# 海老原浩一シリーズ
『海老原浩一シリーズ』（えびはらこういちシリーズ）は、小島正樹による日本の推理小説のシリーズ。南雲堂、原書房、双葉社から刊行されている。探偵の海老原浩一が怪奇事件に挑むシリーズ。
『扼殺のロンド』は、ブックエキスプレスが主催する第6回エキナカ書店大賞を受賞している。

## 主な登場人物
海老原浩一
自称名探偵で警察官の友人がいる。10年前に両親は死亡しているが、実は何者かに殺されていたという可能性があるため、その死に纏わる謎を探っている。ホットミルク好きである。プロテスタント系の高校の出身で、聖書を読まなければ眠れない。

## 書誌情報
天に還る舟（島田荘司との共著）
ノベルス：2005年7月4日、南雲堂〈SSKノベルス〉、ISBN 978-4-523264-50-7
十三回忌
単行本：2008年10月10日、原書房〈ミステリー・リーグ〉、ISBN 978-4-562041-87-9
文庫本：2013年7月11日、双葉文庫、ISBN 978-4-575515-96-1
扼殺のロンド
単行本：2010年1月25日、原書房〈ミステリー・リーグ〉、ISBN 978-4-562045-45-7
文庫本：2014年4月10日、双葉文庫、ISBN 978-4-575516-68-5
龍の寺の晒し首
単行本：2011年3月18日、南雲堂〈本格ミステリー・ワールド・スペシャル〉、ISBN 978-4-523265-01-6
綺譚の島
単行本：2012年2月22日、原書房〈ミステリー・リーグ〉、ISBN 978-4-562047-70-3
祟り火の一族
単行本：2012年10月17日、双葉社、ISBN 978-4-575237-89-4
文庫本：2015年12月10日、双葉文庫、ISBN 978-4-575518-47-4
呪い殺しの村
単行本：2015年2月18日、双葉社、ISBN 978-4-575238-90-7
文庫本：2018年3月15日、双葉文庫、 ISBN 978-4-575-52089-7
怨み籠の密室
文庫本：2021年2月10日、双葉文庫、 ISBN 978-4-575-52445-1

## あらすじ
天に還る舟
休暇を取って妻の実家のある秩父に来ていた警視庁捜査一課の刑事である中村吉造は、そこで不思議な連続殺人事件に巻き込まれた。 捜査にあたった埼玉県警の川島警視の要請で、探偵の海老原浩一という青年とともに、側面から捜査に協力する。
十三回忌
静岡県に広大な土地と瀟洒な別荘を持つ資産家の宇津城家で執り行われた一周忌で、一族の少女が殺害される奇妙な猟奇殺人事件が発生する。その後、さらに三回忌、七回忌と再び一族の少女が殺害される殺人事件が起きる。
扼殺のロンド
資産家・姉川家の次女の信子と従兄弟の清人が乗った車が廃工場の壁に激突し、2人は死体で発見されるが、信子は腹を割かれて胃と腸を抜き取られ、清人は高山病としか思えない症状という奇妙な形で発見された。その上、現場は密室状態だった。その後も信子と清人の親族が次々に殺される。
龍の寺の晒し首
群馬県北部の寒村首ノ原で村の名家神月家の長女、彩が結婚式の前日に首を切られて殺害された。そしてその首は近くの寺に置かれていた。その後、彩の幼なじみ達が次々と殺害される。彩の祖母から事件の解決を依頼された海老原浩一が事件に挑む。
綺譚の島
因習的な「贄の式」という儀式が残っている贄島。儀式を間近に控えたある日、海老原浩一は学生時代の先輩から島に案内された。そこで海老原浩一は「実はここ20年ほど、普通では説明のできない超常現象のような出来事が起きており、儀式もその間は行われていなかったので、久し振りに儀式が行われる」と聞かされる。だが、参加者の連続死が起きる。
祟り火の一族
大きな火傷を負い、包帯だらけの男性のもとで6人の女性が怪談を語って行くという内容のアルバイトを引き受けることになった三咲明爽子は海老原浩一と県警捜査一課の浜中康平を巻き込んで捜査を始める。
呪い殺しの村
海老原浩一は、両親の死の真相を探るため、千里眼・予知・呪殺という3つの奇跡を行うという宮城県不亡村の糸瀬家に来ていた。一方、東京で、キャリア警察官の鴻上心は一見自殺とみられる事件であったが、いくつかの不審な点から他殺であると断定された事件を追っていた。その被害者達は全員が宮城県不亡村の出身だった。